# Thermomechanische Analyse
Der Ausdruck Thermomechanische Analyse ist der Oberbegriff für die Messung von Dimensionsänderungen und Deformationen einer Probe, welche einem Temperaturprogramm unterworfen ist. Es handelt sich dabei um ein Verfahren der Thermoanalytik.
In der TMA im engeren Sinn des Wortes wird die Deformation unter mechanischer Beanspruchung gemessen. In der dilatometrischen Betriebsart werden Dimensionsänderungen möglichst ohne Belastung der Probe erfasst.
Abhängig von der Betriebsart erlaubt die TMA die Bestimmung von:
- thermischen Effekten (Erweichen, Änderung des Ausdehnungskoeffizienten, Quellen in Lösemitteln, Schrumpfen),
- Temperaturen, welche den thermischen Effekt charakterisieren,
- Verformungsstufenhöhen (Ausmaß der Deformation),
- Ausdehnungskoeffizienten.

In der Betriebsart Dynamische Last TMA (DLTMA) kann bei günstiger Probenform der Elastizitätsmodul gemessen werden.